# Bertrand Robert (évêque de Maguelone)
Pour les articles homonymes, voir Bertrand Robert et Robert.
Bertrand Robert (mort à Rome en 1432), est un ecclésiastique qui fut évêque de Maguelone de 1431 à 1432.

## Biographie
Bertrand Robert est le neveu et homonyme de l'évêque de Montauban Bertrand Robert de Saint-Jal. Docteur en droit et référendaire du pape Eugène IV, il est également président de la cour des aides de Paris lorsqu'il est nommé évêque de Maguelone par une bulle pontificale du 27 juin 1431. Comme il réside au Saint-Siège, il prend possession de son siège épiscopal par procuration. Il prête également serment au Roi entre les mains du sénéchal de Nîmes.
En 1432, il est délégué au concile de Bâle lorsque le Pape décide de transférer le concile à Ferrare. Il proteste de la nullité des décisions que prendrait cette assemblée contre le souverain pontif. Il se retire à Rome où il meurt la même année.